# Marie-Paule Haar
Marie-Paule Haar, née le 28 novembre 1940 à Anderlecht, est une artiste plasticienne pluridisciplinaire. Elle travaille notamment l'orfèvrerie, la sculpture et la peinture.

## Biographie
Marie-Paule Haar est née à Andelecht, le 28 novembre 1940. Ses parents sont Paul Haar, tanneur et négociant en cuirs et Louise-Augusta Schoolmeesters.
Après des études à l'Institut Sainte Marie à Bruxelles, où elle obtient un diplôme de régendat en arts plastiques en 1961, elle entre à l'école de La Cambre où elle étudie l'orfèvrerie et la sculpture  dans l'atelier de Félix Roulin. Elle est diplômée avec grande distinction en 1965.
Elle étudie ensuite à l'étranger, notamment aux États-Unis et au Portugal, puis enseigne la sculpture à l'Académie Constantin Meunier à Etterbeek de 1978 à 2000.
À partir de 1993, elle commence la peinture
Elle vit et travaille à Genval.

### L'orfèvrerie
En 1982, Marie-Paule Haar crée un ostensoir en bronze argenté, pour l'église de Beauraing , à l’occasion du Cinquantenaire des Apparitions, à partir d’objets en or et en argent offerts par les pèlerins. Il évoque la forme d’un arbuste ou les mains de la Vierge .
En 2008, elle crée la Médaille de membre de la Société royale de Numismatique de Belgique.
Elle réalise de nombreux bijoux, travaille pour les collections de Paco Rabanne et Louis Férault.
Mais elle est connue également pour ses orfèvreries monumentales.

### La sculpture
En sculpture Marie-Paule Haar pratique l'abstraction. Ses œuvres sont géométriques et montrent un goût pour le carré, les emboîtements et les enroulements. Le métal sous de nombreuses formes (acier inoxydable ou acier brossé, plomb dès les années 1980, aluminium, acier corten, bronze) est son médium de prédilection. Elle l'associe parfois au bois, à la pierre, au verre ou à des matières plus originales comme les plumes d’oies.

#### Sculptures dans l'espace public
- 1995 : Œuvre sans titre, structure en aluminium thermolaqué de 5 m de haut située au no 1 de l'avenue Albert Einstein dans le parc scientifique de Louvain-la-Neuve[8]

- 2000 : Harpe d'Euterpe, Evere, Centre Culturel Toots Thielemans[9]

- 2009 : Comment je suis devenu un Cyprès chauve, La Grande Cascade, Alizée[10], Musée en plein air de l'Université de Liège, campus de Gembloux, cour des Noyers à l'université agronomique[11]

- 2012 : Mémorial aux enfants cachés de la Shoah (Château du Faing)[12]

Ce dernier monument placé dans le Château du Faing à Jamoigne est un hommage aux 87 enfants juifs cachés dans le château durant la Seconde guerre mondiale par le personnel du Home reine Elisabeth, la directrice Marie Taquet, son mari et les enseignants.  L’œuvre s'inspire d'un arbre qui s'enroule en spirale dans lequel huit visages d'enfants sont découpés. Parmi ces huit visages, celui de Ruth Salomon, la seule petite fille cachée dans cette école de garçons.
- 2025 : Univers, sculpture en acier Corten réalisée pour les 600 ans de la fondation de l'Université de Louvain[8],[13]

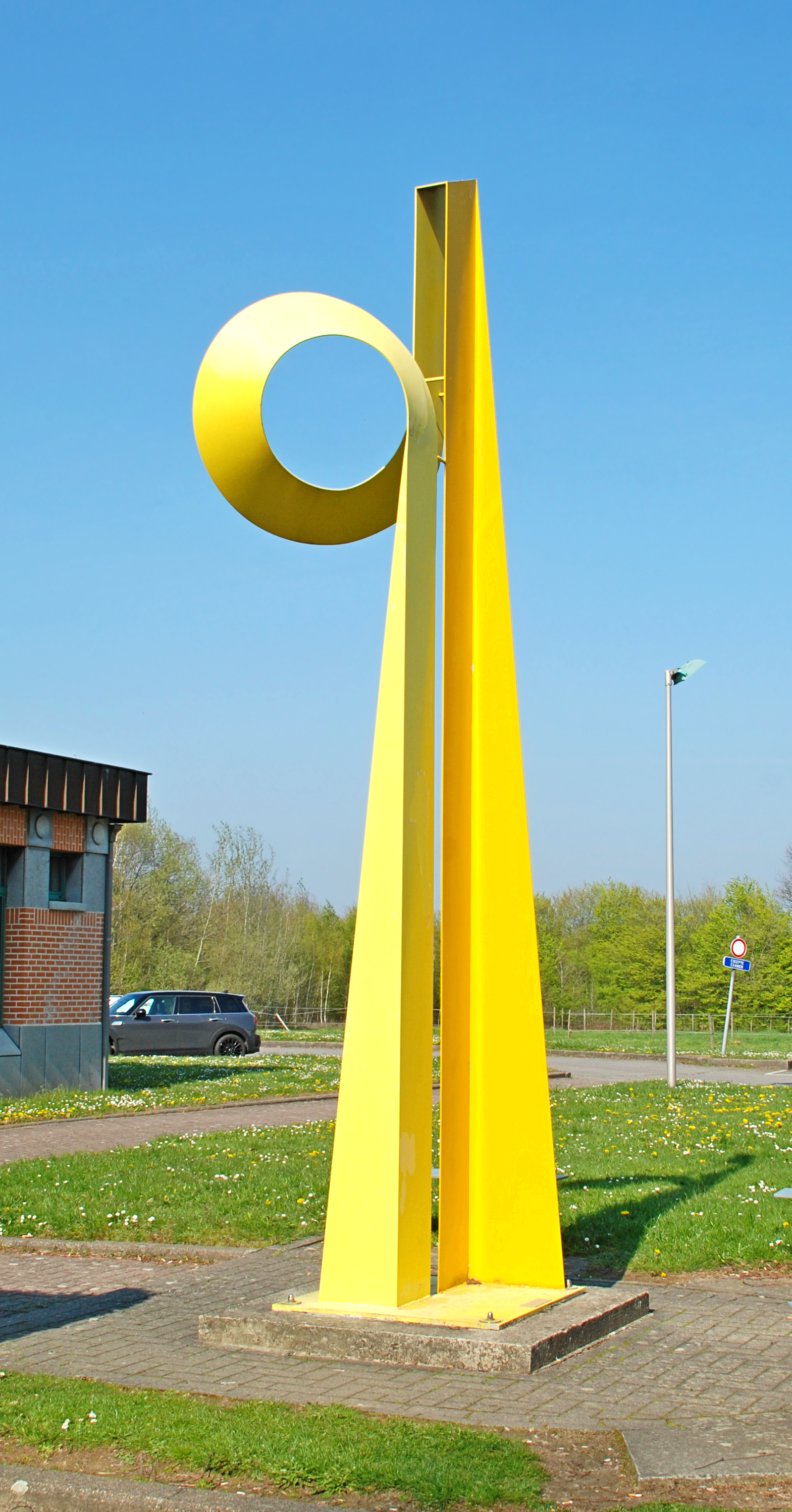
Œuvre sans titre (Louvain-la Neuve, 1995).
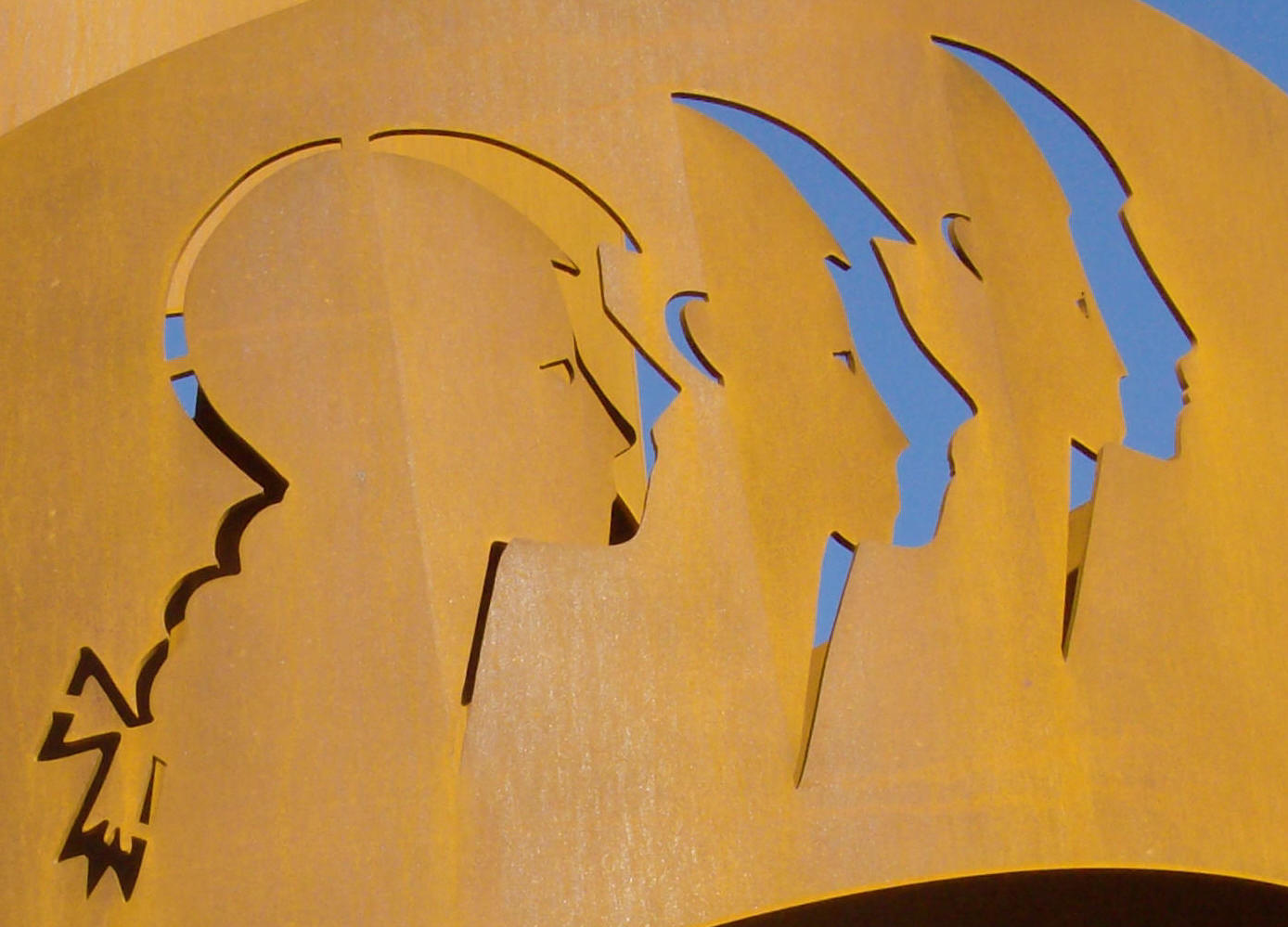
Mémorial aux enfants cachés (Jamoigne, 2012).
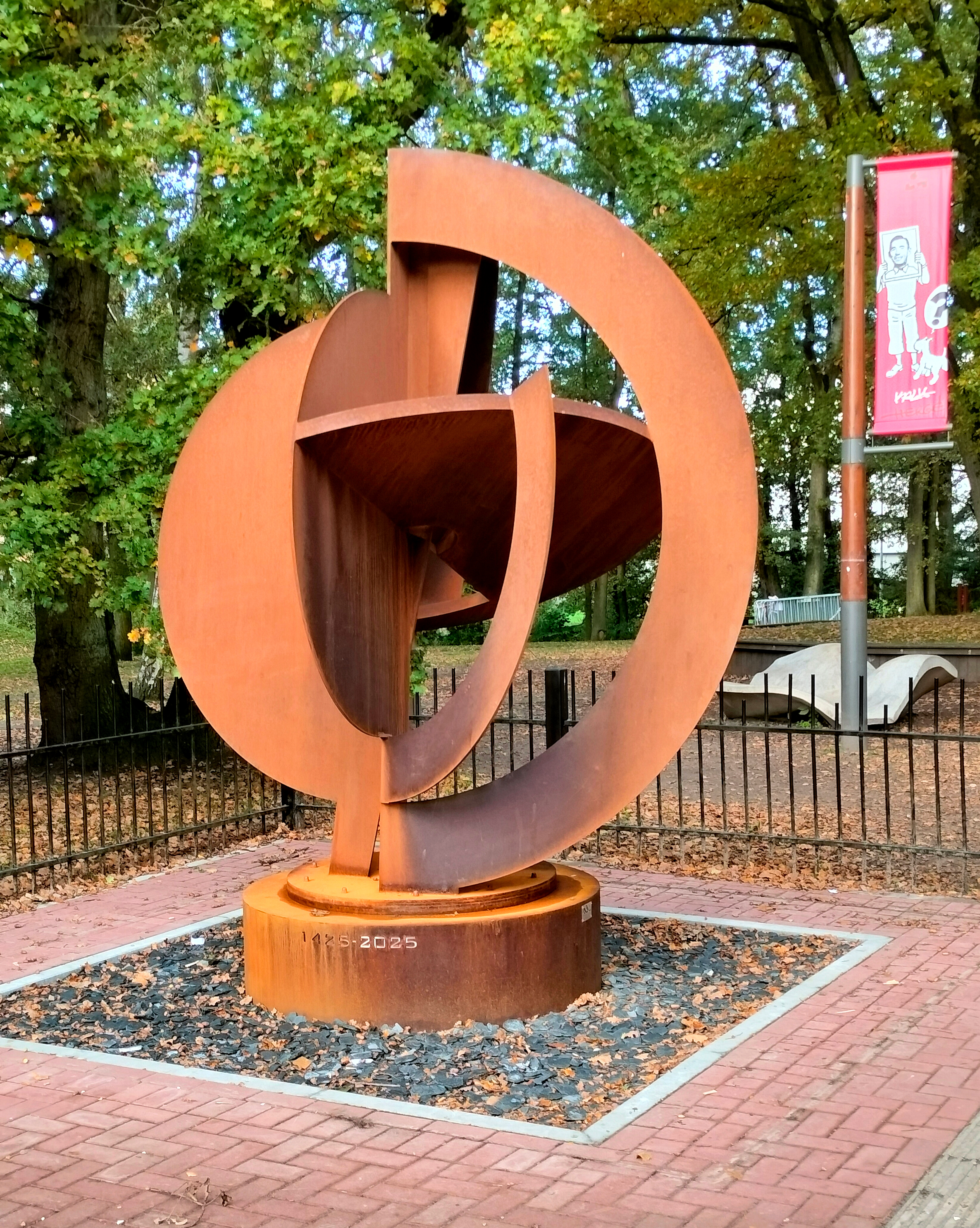
Univers (Louvain-la Neuve, 2025).

### La peinture
À partir de 1993, Marie-Paule Haar pratique également la peinture. Dans ce domaine, elle passe à l'art ficuratif, réalise de nombreux portraits

### L'écriture
En 2017, Marie-Paule Haar publie plusieurs romans sous forme électronique, à compte d'auteur.

## Collections
Les œuvres de Marie-Paule Haar font partie des collections des Musées royaux des Beaux-arts de Belgique .
Elle est une des artistes exposées en permanence à la Galerie S&H De Buck à Gand.

## Expositions (sélection)
- 1987 : Les Traces de Tintin dans l'imaginaire, exposition collective, Tournai, Maison de la culture[15]
- 1998 : Carré d'art, Nivelles, Bowl Factory[6]
- 2004 : Sculpture construite belge [ Géométries variables, exposition collective, La Louvière, Musée Ianchelevici[16]
- 2007 : Arbres d'acier, Château de Jehay [17]
- 2008 : Le Bijou contemporain, Ciney, Centre culturel[18]

- 2011 : Biennale internationale de sculpture, Guadalajara[19]
- 2013 : exposition collective, Balatre, Galerie Balastra
- 2014 : Art & Math, exposition collective, Bruxelles [20]
- 2016 :  Bruxelles, Galerie Albert Premier [2]
- 2017 : Sculpting Belgium, La sculpture en Belgique durant les Trente Glorieuses 1945 / 1975, exposition collective, Bruxelles, La Patinoire royale/Galerie Valérie Bach[21],[22]
- 2019 : Les Passantes (aquarelles), Bruxelles, Galerie Albert Premier [2]
- 2020 : 
  - La lumière et l’œuvre / L’œuvre et la lumière, Roeselare, Muz'eum L[23],[24]
  - Biennale Petits formats de papier, exposition collective, Nismes, Arlon, Saint-Nicolas, Liège[25]

## Prix
- 1968 : Prix du Ministère des Classes moyennes pour Rotules[7]
- 1997 : Premier et second prix pour la création de la face nationale de l'euro [26]

## Publications
- Marie-Paule Haar Blei ; Skulpturen,
- Uli Bohnen, Marie-Paule Haar, Marie-Paule Haar: Lood, Antwerpen Ado Gallery,
- Marie-Paule Haar Lood : Plomb : Lead : Blei, Middelheimmuseum, 1989
- L'Homme amoureux des volutes, auto-édition, 2017
- Après… ou le silence des hommes, auto-édition, 2017
- Entre deux morts, auto-édition, 2017
- Petit bestiaire domestique, auto-édition, 2017
- Petit Jef, auto-édition, 2017
- L'art et la manière (article)[27]